# Lienardia totopotens
Lienardia totopotens is een slakkensoort uit de familie van de Clathurellidae. De wetenschappelijke naam van de soort is voor het eerst geldig gepubliceerd in 2011 door Rosenberg & Stahlschmidt.